# Puerto Alegría
Puerto Alegría is een gemeente in het Colombiaanse departement Amazonas. De gemeente telt 1372 inwoners (2005).
El Encanto · La Chorrera · La Pedrera · La Victoria · Leticia · Mirití-Paraná · Puerto Alegría · Puerto Arica · Puerto Nariño · Puerto Santander · Tarapacá